# 센텀중학교
센텀중학교(센텀中學校)는 대한민국 부산광역시 해운대구 재송동에 있는 공립 중학교이다.

## 학교 연혁
- 2005년 10월 15일 : 센텀중학교 설립인가
- 2006년 2월 20일 : 센텀중학교 교사 준공
- 2006년 3월 1일 : 개교 및 제1대 권혁자 교장 취임
- 2006년 3월 3일 : 제1회 입학식(10학급 235명)
- 2008년 3월 1일 : 부산광역시교육청 정책 연구학교 운영(학력신장)
- 2009년 2월 9일 : 제1회 졸업식(9학급 316명 졸업)
- 2010년 2월 1일 : 수업 개선 으뜸학교 선정
- 2011년 7월 11일 : 야구부 창단
- 2016년 3월 1일 : 학교체육 연구학교 운영(동계스포츠 종목 활성화, 1차년도)
- 2017년 3월 1일 : 학교체육 연구학교 운영(동계스포츠 종목 활성화, 2차년도)
- 2025년 2월 6일 : 제17회 졸업식(13학급 370명)
- 2025년 3월 1일 : 제8대 주성태 교장 취임
- 2025년 3월 4일 : 제20회 입학식(13학급 402명)

## 참고 자료
- 센텀중학교 - 한국교육학술정보원 학교알리미